# Stranton
Stranton var en civil parish fram till 1937 då den blev en del av West Hartlepool och Dalton Piercy, i grevskapet Durham, i England. Civil parish hade 308 invånare år 1931.